# Здание портового склада
Портовый склад — историческое здание на набережной города Советска. Объект входит в число основных памятников архитектуры Тильзита. Здание портового склада Тильзита было построено в 1928 году по проекту известного немецкого архитектора и дизайнера, одного из основоположников современной промышленной архитектуры — Петера Беренса.

## История
Бывший мукомольный завод (здание портового склада) в порту Тильзита имеет большую историю. Порт Тильзита играл большую роль для развивающегося промышленного значения Тильзита, как одного из крупнейших экономических центров Восточной Пруссии. Тильзитский порт обслуживал суда, перевозившие мясо, древесину и прочие грузы, кроме того, с территории порта осуществлялись пассажирские перевозки.
Основным элементов порта является здание портового склада. Это высокое строение было построено в 1928 году по проекту известного немецкого архитектора и дизайнера, одного из основоположников современной промышленной архитектуры — Петера Беренса.
Здание портового склада тоже было очень современным и масштабным на то время. Возвышаясь над Тильзитом оно символизировало мощь и прогресс эпохи. В верхней части здания были размещены часы. Несмотря на отсутствие каких-либо изысков, строение портового склада было одним из символов Тильзита начала XX века.

## Описание
Главные признаки функционализма нашли выражение в лаконизме геометрических форм здания портового склада, применении железобетона в качестве строительного материала, использовании плоской эксплуатируемой крыши. Смотровая площадка и высотный ресторан с садом, охотно посещавшийся горожанами в праздничные дни, находились как раз на крыше. Здание и сейчас стоит на высокой платформе, защищавшей прежде от сильных половодий. Железобетонные плиты его фундамента покоятся на 1245 сваях. С восточной стороны на всю высоту поднималась башня — в ней размещалась шахта для грузового лифта.
Обширная складская территория была оборудована железнодорожными путями и портальными кранами, и к пирсу то и дело причаливали суда с грузами.
Несущий каркас и верхний пояс кубического объёма были черными по цвету, ячейки внутри каркаса — белыми. В производственном сооружении была достигнута максимальная выразительность.
В послевоенный период плоская крыша стала двухскатной.

## Настоящее время
Сейчас в здании бывшего завода и портового склада размещено промышленное оборудование мукомольного назначения. На старых столах до сих пор разложены производственные журналы, на стенах висят стенды. В цехах сохранились трубы, которые использовались в качестве электросвязи для переговоров.
С верхних этажей заброшенного портового склада открывается прекрасный вид на город и на соседнюю Литву.
В настоящий момент вся эта запустевшая территория ждет большую реконструкцию в качестве туристической зоны.